# Ethnogéologie
L'ethnogéologie est l'étude de la façon dont les caractéristiques géologiques sont comprises par les communautés autochtones du monde entier d'un point de vue « géographique », en se référant spécifiquement aux savoirs traditionnels, aux histoires et aux idées à propos de la Terre qui ont été transmises par les traditions et la sagesse des anciens. 

## Histoire
Les recherches antérieures aux années 1990 avaient tendance à se concentrer uniquement sur les idées et les connaissances des minorités et des groupes culturels spécifiques, et sur la manière avec laquelle ces connaissances pouvaient être reliées aux savoirs universels et interculturels de l'ensemble de l'humanité, savoirs universels qui sont le cœur de diverses matières : philosophie, chimie, physique, biologie, mathématiques et géologie. 
Au milieu des années 1990, le terme « ethnogéologie » entre pour la première fois dans la littérature géologique grâce aux travaux de John Murray de l'Université du Manitoba à Winnipeg (Canada), avec la publication de ses études sur les visions du monde géologiques des peuples Cris du Nord de l'Amérique, en particulier dans la province du Manitoba (Canada),.  À cette époque, un groupe de géologues et d'éducateurs en géosciences — en particulier le Dr Steven Semken du Navajo Community College à Shiprock, Nouveau-Mexique et ses collègues — remarquaient d'intéressantes connexions entre les connaissances traditionnelles amérindiennes, les concepts géo-scientifiques et la vision unique de la planète Terre telle qu'elle est comprise par la sagesse ethnogéologique autochtone (voir les références ci-dessous).
Un exemple de connaissances géologiques à l'échelle mondiale s’étalant sur des milliers d'années est la fabrication d'outil de pierre et de pointes de flèches. Sur tous les continents les humains ont fabriqué divers outils en choisissant des roches ayant des propriétés bien particulières. Ces artefacts prouvent que leurs auteurs avaient des connaissances de base sur ces roches ; découvrant certaines formations rocheuses leur fournissant des matériaux avec lesquels travailler, les hommes anciens étaient capables de les sélectionner suffisamment durs mais aussi faciles à découper et à utiliser sous diverses formes. Le silex, l'obsidienne, la chaille, le cuivre et le quartz sont quelques exemples de roches ou de minéraux utilisés pendant des milliers d'années. D'autres types d'éléments naturels ont été utilisés durant de très longues périodes : l'or et l'argent furent de tous temps prisés pour fabriquer des bijoux et pour servir de monnaie d'échange. Sur les sols fertiles l'agriculture a pu prospérer. Les montagnes et les rivières, frontières naturelles, ont facilité non seulement la défense des territoires mais ont fourni des voies navigables naturelles propices à l'exploration et au commerce.